# Maurice Van Damme
Maurice Van Damme (* 1888; † nach 1924) war ein belgischer Fechter.

## Leben
Maurice Van Damme nahm 1924 an den Olympischen Spielen in Paris teil und gewann in den beiden Fechtwettbewerben im Florett jeweils eine Medaille. Im Einzel erreichte er die Finalrunde, in der er lediglich gegen die Franzosen Roger Ducret und Philippe Cattiau eine Niederlage hinnehmen musste und somit Bronze gewann. Mit der Mannschaft stand er ebenfalls in der Finalrunde und sicherte sich die Silbermedaille. Einzig der Equipe aus Frankreich mussten sich die Belgier geschlagen geben.